# Sapekhburto K'lubi Sioni Bolnisi 2012-2013
Questa voce raccoglie le informazioni riguardanti il Sapekhburto K'lubi Sioni Bolnisi nelle competizioni ufficiali della stagione 2012-2013.

## Stagione
Nella stagione 2012-2013 il Sioni Bolnisi ha disputato la Umaglesi Liga, massima serie del campionato georgiano di calcio, terminando il torneo al nono posto con 33 punti conquistati in 32 giornate, frutto di 8 vittorie, 9 pareggi e 15 sconfitte. In Sakartvelos tasi è sceso in campo sin dal primo turno, raggiungendo le semifinali del torneo dove è stato eliminato dal Chikhura Sachkhere.

## Rosa
| N. |                    | Ruolo | Calciatore           |
| -- | ------------------ | ----- | -------------------- |
| 1  | Georgia (bandiera) | P     | Mirza Merlani        |
| 2  | Polonia (bandiera) | C     | Pawel Hajduczek      |
| 3  | Georgia (bandiera) | D     | Sergi Orbeladze      |
| 4  | Georgia (bandiera) | C     | Shota Gabrichidze    |
| 5  | Georgia (bandiera) | D     | Tengiz Chikviladze   |
| 6  | Georgia (bandiera) | C     | Giorgi Tskhadaia     |
| 7  | Georgia (bandiera) | A     | Vazha Nemsadze       |
| 8  | Georgia (bandiera) | D     | Giorgi Okropiridze   |
| 9  | Georgia (bandiera) | A     | Vili Isiani          |
| 10 | Georgia (bandiera) | C     | Giorgi Mantskava     |
| 11 | Georgia (bandiera) | A     | Akaki Mikuchadze     |
| 13 | Georgia (bandiera) | C     | Giorgi Kutsurua      |
| 13 | Georgia (bandiera) | A     | Jaba Ugulava         |
| 17 | Israele (bandiera) | D     | Gal Sapir            |
| 18 | Georgia (bandiera) | D     | Davit Svanidze       |
| 19 | Georgia (bandiera) | P     | Mindia Bobghiashvili |
| 22 | Georgia (bandiera) | D     | Revaz Kemoklidze     |
| 24 | Georgia (bandiera) | C     | Irakli Klimiashvili  |
| 27 | Georgia (bandiera) | D     | Zaal Eliava          |
| 29 | Georgia (bandiera) | P     | Vakhtang Lobjanidze  |

| N. |                    | Ruolo | Calciatore            |
| -- | ------------------ | ----- | --------------------- |
| 32 | Georgia (bandiera) | C     | Vladimer Jojua        |
| 55 | Georgia (bandiera) | D     | Dachi Popkhadze       |
| 77 | Georgia (bandiera) | A     | Zurab Khurtsidze      |
| 89 | Georgia (bandiera) | C     | Giorgi Bibileishvili  |
| 90 | Georgia (bandiera) | C     | Giorgi Chivadze       |
| 99 | Georgia (bandiera) | C     | Vladimer Ugrekhelidze |
|    | Georgia (bandiera) | D     | Davit Lomaia          |
|    | Georgia (bandiera) | D     | Nodar Machavariani    |
|    | Georgia (bandiera) | C     | Giorgi Gordeziani     |
|    | Georgia (bandiera) | C     | Gela Khubua           |
|    | Georgia (bandiera) | C     | Irakli Lekvtadze      |
|    | Georgia (bandiera) | C     | Manuchar Okropiridze  |
|    | Georgia (bandiera) | C     | Giorgi Peikrishvili   |
|    | Georgia (bandiera) | C     | Tornike Tarkhnishvili |
|    | Georgia (bandiera) | C     | Giorgi Tchankotadze   |
|    | Georgia (bandiera) | A     | Lado Akhalaia         |
|    | Russia (bandiera)  | A     | Rezo Djikia           |
|    | Georgia (bandiera) | A     | Lasha Kemukhtashvili  |
|    | Georgia (bandiera) | A     | Giorgi Tchedia        |

## Statistiche

### Statistiche di squadra
| Competizione     | Punti | In casa | In casa | In casa | In casa | In casa | In casa | In trasferta | In trasferta | In trasferta | In trasferta | In trasferta | In trasferta | Totale | Totale | Totale | Totale | Totale | Totale | DR  |
| Competizione     | Punti | G       | V       | N       | P       | Gf      | Gs      | G            | V            | N            | P            | Gf           | Gs           | G      | V      | N      | P      | Gf     | Gs     | DR  |
| ---------------- | ----- | ------- | ------- | ------- | ------- | ------- | ------- | ------------ | ------------ | ------------ | ------------ | ------------ | ------------ | ------ | ------ | ------ | ------ | ------ | ------ | --- |
| Umaglesi Liga    | 33    | 16      | 3       | 6       | 7       | 16      | 27      | 16           | 5            | 3            | 8            | 15           | 24           | 32     | 8      | 9      | 15     | 31     | 51     | -20 |
| Sakartvelos tasi | -     | 4       | 2       | 2       | 0       | 7       | 4       | 4            | 2            | 0            | 2            | 7            | 8            | 8      | 4      | 2      | 2      | 14     | 10     | +4  |
| Totale           | -     | 20      | 5       | 8       | 7       | 23      | 31      | 20           | 7            | 3            | 10           | 22           | 32           | 40     | 12     | 11     | 17     | 45     | 61     | -16 |